# Iron Will
Iron Will är en amerikansk långfilm från 1994 i regi av Charles Haid, med Mackenzie Astin, Kevin Spacey, David Ogden Stiers och August Schellenberg i rollerna.

## Handling
Denna otroliga historia baseras på en verklig händelse kring huvudpersonen Will Stoneman (spelad av Mackenzie Astin), som är en modig ung man som beger sig ut på en förrädisk slädhundstävling i den frusna amerikanska vildmarken, med hoppet om att vinna första pris i tävlingen, något som skulle rädda Wills familj från ekonomisk undergång. Ställd inför omätliga faror och strapatser, hittar Will slutligen mod nog att fortsätta mot omöjliga odds och fångar slutligen nationens hjärta.

## Rollista
| Mackenzie Astin       | – Will Stoneman   |
| Kevin Spacey          | – Harry Kingsley  |
| David Ogden Stiers    | – J.W. Harper     |
| August Schellenberg   | – Ned Dodd        |
| Brian Cox             | – Angus McTeague  |
| George Gerdes         | – Borg Guillarson |
| John Terry            | – Jack Stoneman   |
| Penelope Windust      | – Maggie Stoneman |
| Jeffrey Alan Chandler | – DeFontaine      |
| Michael Laskin        | – Simon Lambert   |
| James Cada            | – Peter Swenson   |
| Rex Linn              | – Joe McPherson   |